# شالون-آن-شامپانی
شالون-آن-شامپانی (به فرانسوی: Châlons-en-Champagne) شهری در شهرستان مرن (Marne) در ناحیه شامپانی-آردن (Champagne-Ardenne) با جمعیت ۴۶٬۱۸۴ نفر در کشور فرانسه واقع شده است.

## نگارخانه

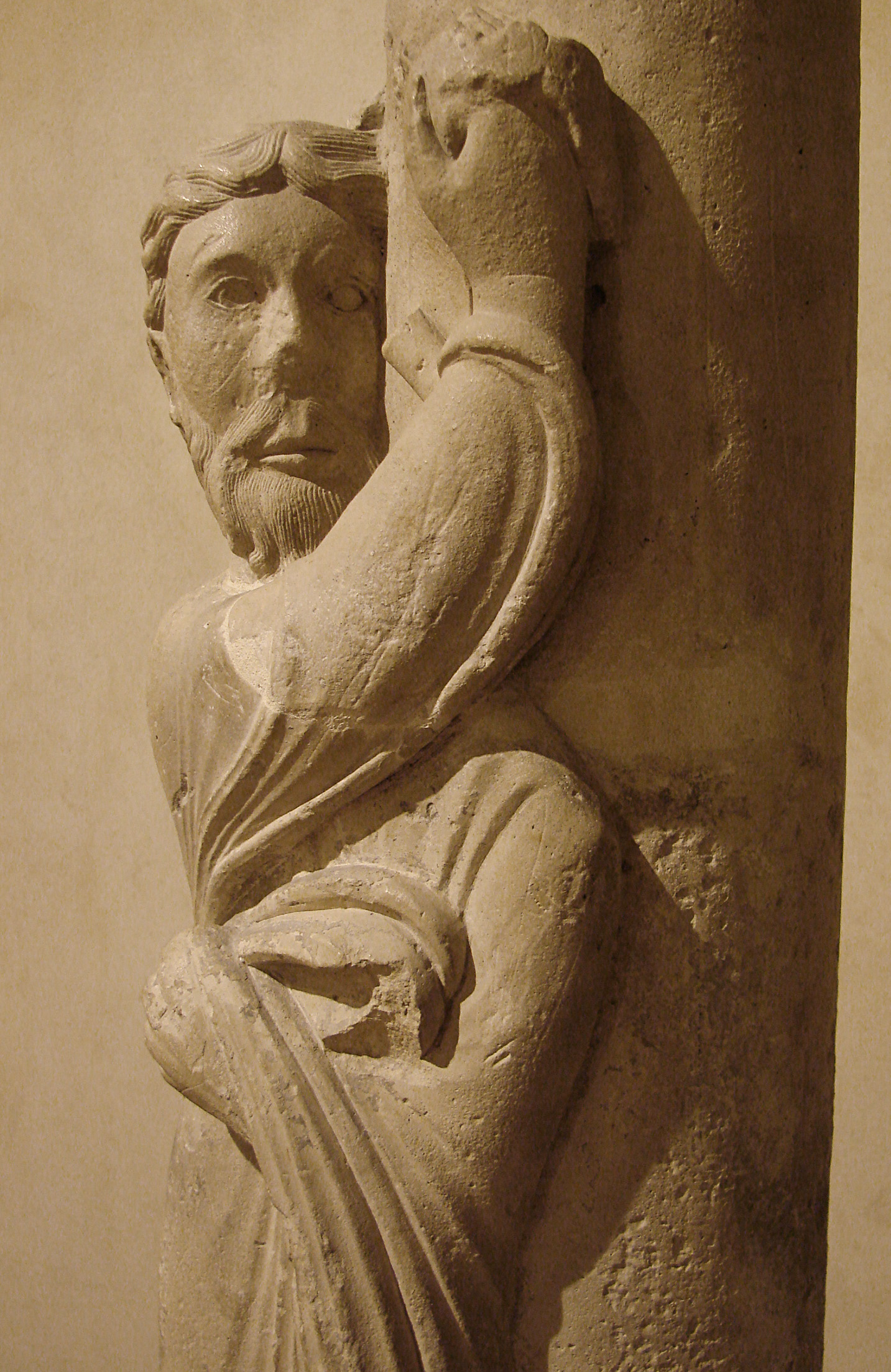
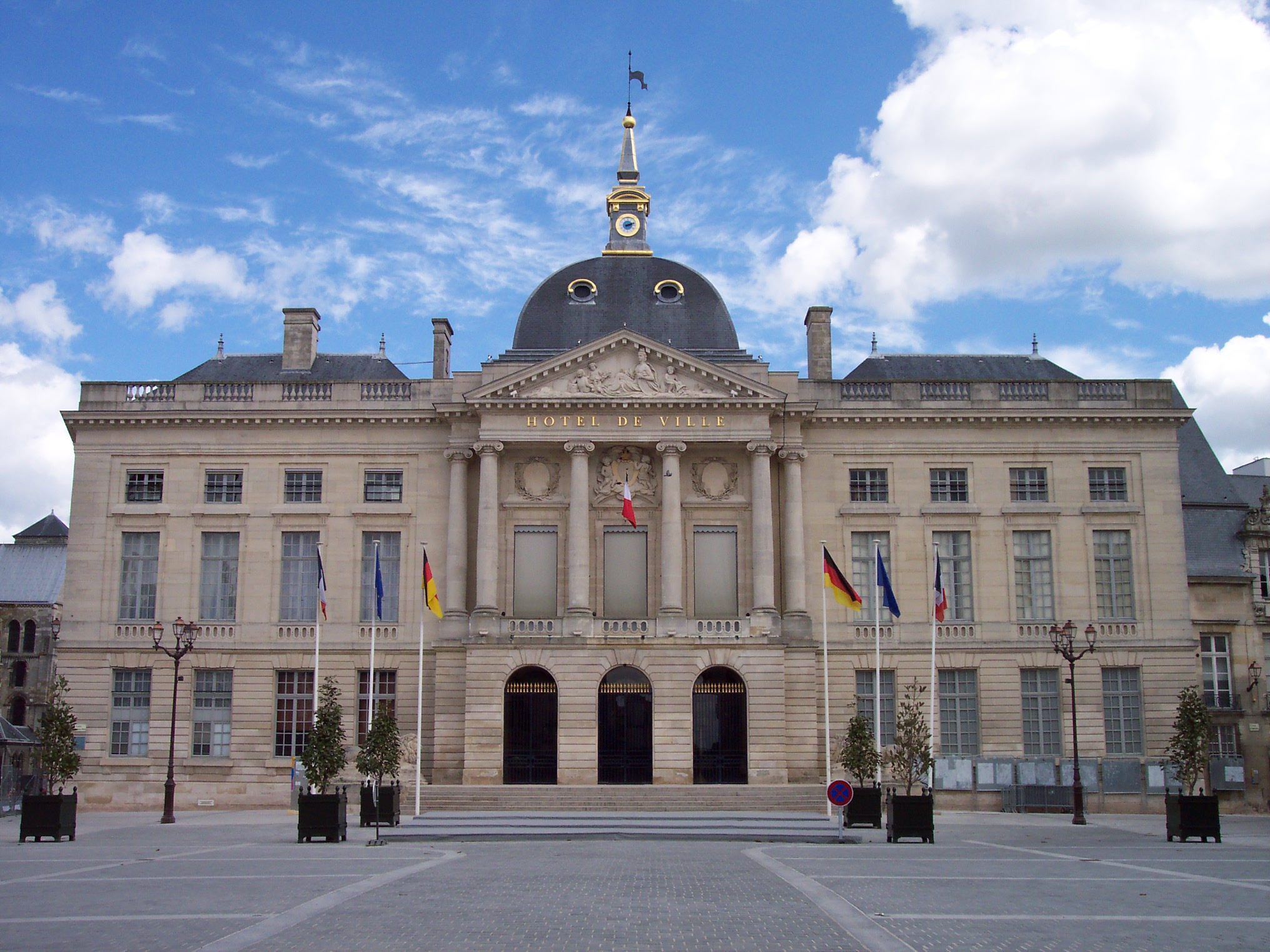
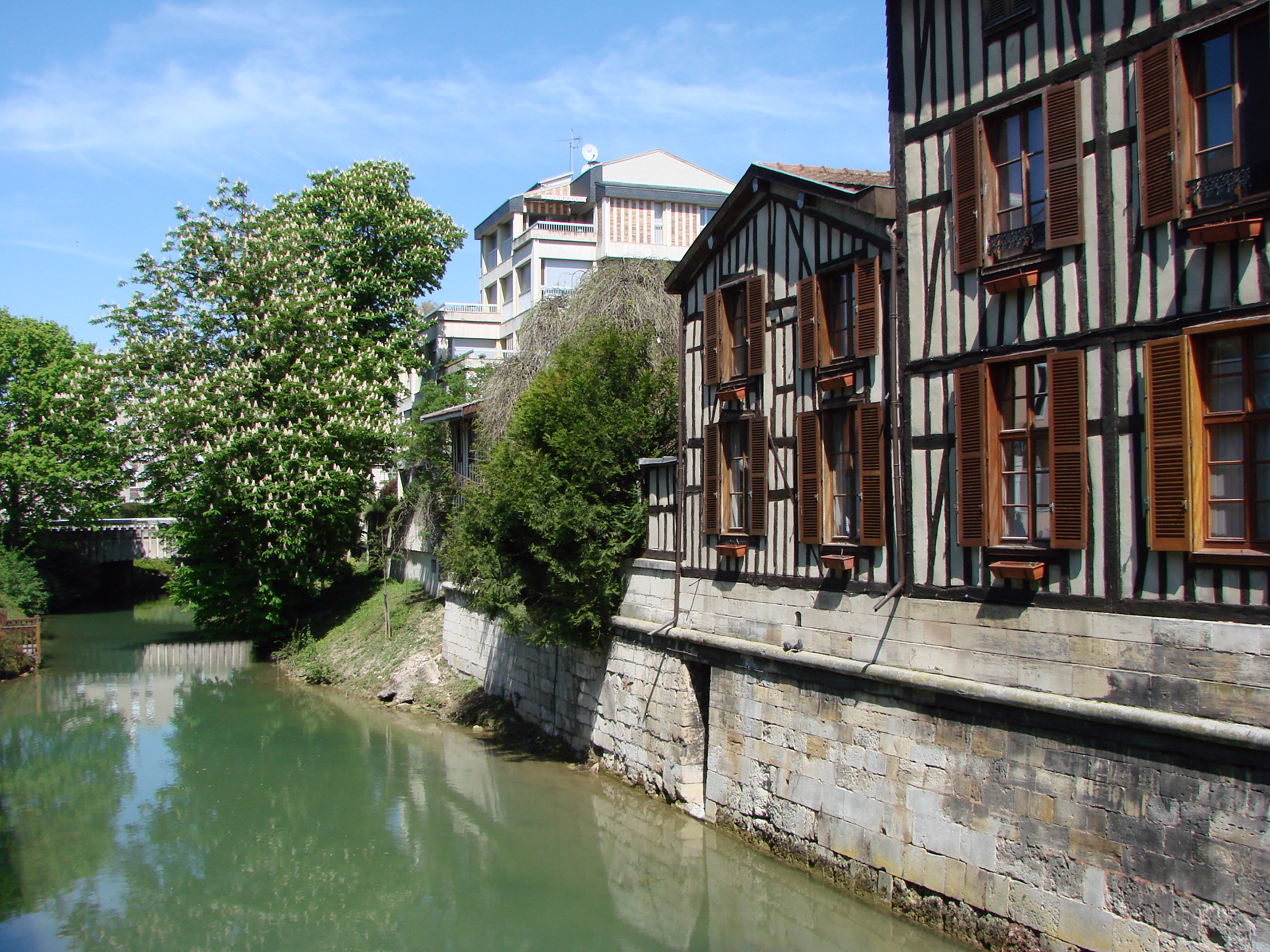
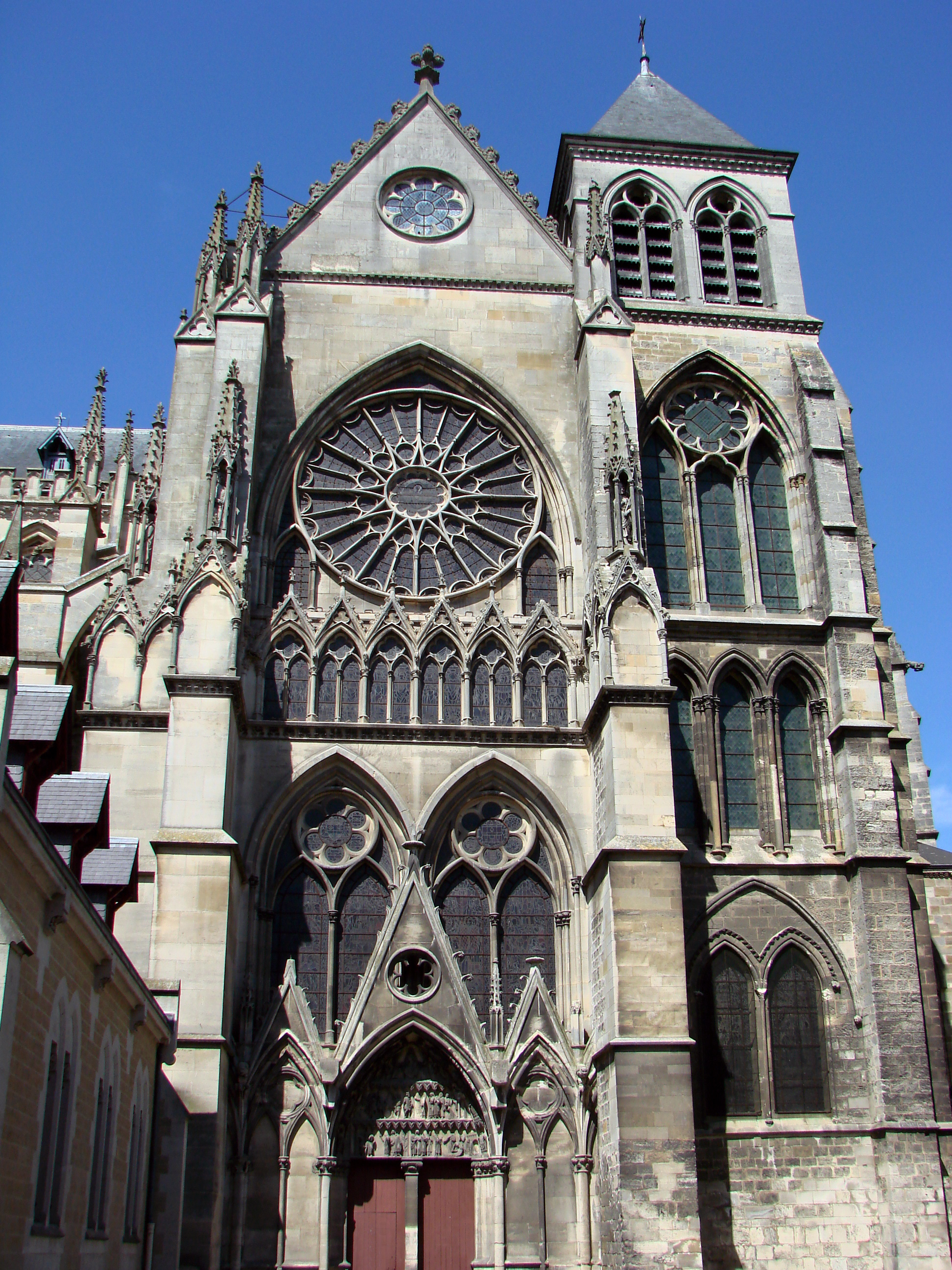